# 금연

국제적으로 통용되는 "금연구역" 표시.

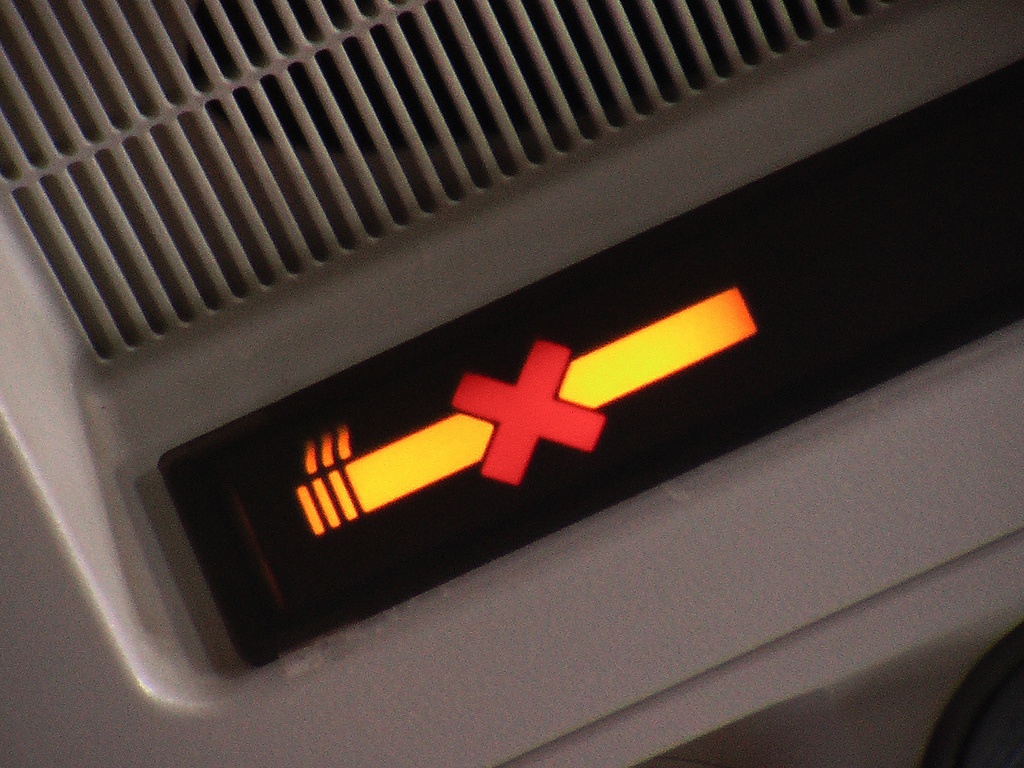
전세계 대부분의 항공기에는 "금연구역" 표시가 있다.

금연(禁煙)은 형법, 산업안전규제 등의 공공 정책으로, 작업장 또는 그 밖의 공공시설에서 담배를 피우지 않도록 하지만 담배를 소지하는 것 자체를 금하기도 한다. 담배를 끊는 행위를 금연이라고 하기도 한다.

## 금연정책 사례

### 일본
일본은 철도역에서 금연을 실시하고 있고, 시내 중심가를 금연 구역으로 지정해 그 곳에서 담배를 피우면 과태료를 물린다.  JTBC 도쿄특파원  보고에 따르면 도쿄 하계올림픽을 앞두고, 자유민주당 정권에서는 병원, 학교 교사 및 부지, 밥집 등에서 담배를 피울 경우 사업주와 흡연자 모두 400만원, 300만원을 과태료로 부과하는 금연법을 계획할 예정이다. 일본정부가 금연정책을 준비함은 간접흡연으로 1년에 1만 5천명이 폐암에 걸려 조기사망을 하기 때문이다.

### 대한민국
대한민국에서는 간접 흡연 피해 방지를 위해 서울특별시, 인천광역시, 경기도 부천시, 파주시, 시흥시에서는 버스정류장, 지하철 역 10미터 이내, 목욕탕, 밥집, 관객수 300명 이상 극장, 공원 등을 금연구역을 설정하여 위반을 하면, 국민건강증진법 보관됨 2017-12-01 - 웨이백 머신과 간접흡연방지조례에 근거하여 사업주와 흡연자 모두에게 과태료를 부과한다. 서울특별시 강남구에서는 도로도 금연구역으로 정하여 위반시 과태료를 부과한다. 서울특별시와 인천광역시 계양구 보건소에서 제작한 금연선전물에 따르면, 금연정책을 시행하는 이유는 간접흡연으로 비흡연자 특히 건강약자들인 여성과 어린이들이 폐암 등의 질병으로 조기사망하는 등 비흡연자들의 건강권 침해가 심각하기 때문이다. 2015년부터는 실내흡연도 건물을 금연구역으로 정하여 할 수 없고, 입주민의 과반수가 찬성하면 금연 아파트를 정할 수 있다. 세계 보건 기구에서는 담배값을 천천히 올려서 금연을 하도록 가이드라인을 정했으며, 2015년 현재 대한민국의 담배값은 4500원으로 올랐다. 대한민국 보건복지부는 금연 구역 설정과 담배값 올리기가 금연에 도움이 된다고 해석했다.

## 의학적 관점에서의 금연
그동안의 여러 연구를 통해, 간접 흡연은 직접 흡연과 동일한 위험이 있다는 사실이 알려졌다. 간접 흡연의 주요 피해로는 폐암, 심혈관질환과 폐기종, 기관지염, 천식 등의 호흡기 질환 등이 있다. 특히, 메타분석으로 얻은 결과에 의하면, 담배를 피우는 배우자와 결혼한 비흡연자는 폐암에 걸릴 가능성이 20~30%가량 높다. 또한, 직장에서 담배연기에 노출된 비흡연자는 폐암에 걸릴 가능성이 16~19% 정도 증가하였다.
2002년에 행해진 WHO의 연구에 따르면, 비흡연자들은 흡연자와 같은 발암물질에 노출된다. 생담배 연기에는 벤조[a]피렌을 비롯한 69종의 알려진 발암물질과 다른 탄화수소 물질들, 방사성 물질들이 포함되어 있다. 담배 회사 자체 연구 결과에서도 부류연에서의 발암물질 농도가 주류연보다 높았다.
미국 NCI나 미국국립보건원, 세계 보건 기구(WHO)를 비롯한 여러 단체에서도 간접 흡연의 위험성을 인정하였다.

## 경제적 관점에서 금연
동아일보 기사에 따르면, 소득이 낮을수록 담배를 많이 핀다. 동아일보가 취재한  국립암센터 서홍관 금연지원센터장의 논리에 따르면, “국내 사망원인 질병 1∼3위(암 뇌혈관질환 심혈관질환) 모두 공통적으로 담배와 연관돼 있다. 담뱃값이 인하되면 저소득층 흡연율이 다시 올라 건강 불평등이 심화된다”고 지적했다. 동아일보 기사에 따르면, 과거에는 소득에 상관없이 성인 대다수가 담배를 피웠다. 하지만 가난할수록 담배를 더 많이 피우는 ‘흡연 불평등’이 심해지고 있다. 소득 수준을 4개 구간으로 나눴을 때 1998년 최하위층 남성 흡연율은 69.4%, 최상층은 63.8%로 그 격차는 5.6%포인트에 불과했다. 하지만 2014년에는 최하위층과 최상층 남성 흡연율 차가 각각 45.8%와 36.8%로 9%포인트로 늘었다가 담뱃값 인상 첫해인 2015년 3.8%포인트로 줄었다. 따라서 소득이 중위소득 52퍼센트 미만인 저소득층에 집중하여 금연정책을 시행하는 것이( 담배값을 천천히 올려서 저소득층들이 담배가 비싸서 피지 못하게 하기, 직장에서의 금연교육, 노동자와 사용자가 근로계약을 맺을 때에 근로계약서에 금연, 노동자가 금연을 하면 사용자가 성과급 지급을 넣기 등), 저소득층들이 흡연때문에 건강이 나빠지는 일이 없도록 하는 방법이다.

## 같이 보기
- 세계 금연의 날
- 전자 담배
- 경피 패치
- 나치 독일의 반담배 운동